# Hunky Dory
Hunky Dory – czwarty album  nagrany przez Davida Bowiego, będący jego debiutem w nowej wytwórni – RCA. Można na nim usłyszeć odejście od metalowego i ciężkiego brzmienia poprzedniego albumu i powrót folkowego piosenkarza z okresu Space Oddity. Album ten zawiera dużo nawiązań do idoli Davida w tamtym właśnie okresie w piosenkach takich jak Andy Warhol, Song For Bob Dylan czy też Queen Bitch, zainspirowany przez Velvet Underground.
Album ten był pierwszym komercyjnym sukcesem artysty – zajął on trzecie miejsce na liście przebojów w Wielkiej Brytanii. Płyta zawierała też dużo piosenek, które stały się swoistymi kamieniami milowymi w rozwoju artysty – Changes było coverowane przez wielu artystów i pojawiło się nawet na soundtracku do filmu Shrek 2, natomiast Life On Mars? było przez długi czas grane na jego koncertach, a Quicksand przeszło do historii jako jedna z najbardziej pesymistycznych piosenek z tego okresu.
W 2003 album został sklasyfikowany na 107. miejscu listy 500 albumów wszech czasów magazynu Rolling Stone.

## Lista utworów
Wszystkie piosenki napisane przez Davida Bowiego, oprócz pozycji nr 7, oznaczonej inaczej.
| 1.  | „Changes”                                    | 3:33  |
|     |                                              |       |
| 2.  | „Oh! You Pretty Things”                      | 3:11  |
|     |                                              |       |
| 3.  | „Eight Line Poem”                            | 2:52  |
|     |                                              |       |
| 4.  | „Life On Mars?”                              | 3:48  |
|     |                                              |       |
| 5.  | „Kooks”                                      | 2:48  |
|     |                                              |       |
| 6.  | „Quicksand”                                  | 5:03  |
|     |                                              |       |
| 7.  | „Fill Your Heart” (Biff Rose, Paul Williams) | 3:07  |
|     |                                              |       |
| 8.  | „Andy Warhol”                                | 3:53  |
|     |                                              |       |
| 9.  | „Song For Bob Dylan”                         | 4:11  |
|     |                                              |       |
| 10. | „Queen Bitch”                                | 3:13  |
|     |                                              |       |
| 11. | „The Bewlay Brothers”                        | 5:21  |
|     |                                              |       |
|     |                                              | 41:00 |
|     |                                              |       |

## Wydania
Album został po raz pierwszy wydany na płycie winylowej 17 grudnia 1971 przez wytwórnię RCA.
Pierwsza reedycja na CD (wydana przez RCA) ukazała się w latach 1984/1985. Następnie, album ten został ponownie wydany na CD oraz płycie winylowej przez Rykodisc. Edycja ta zawierała cztery ścieżki bonusowe (wszystkie piosenki napisane przez Davida Bowiego):
1. „Bombers” (wcześniej niewydana, 2:38)
2. „The Supermen” (odmienna wersja, 2:41)
3. „Quicksand” (wersja demo, 4:43)
4. „The Bewlay Brothers” (odmienny mix, 5:19)

Najbardziej aktualnym i najłatwiej dostępnym wydaniem tej płyty jest wydanie wytwórni EMI z roku 1999, zawierające 24-bitowo zremasterowany dźwięk.

## Muzycy
- David Bowie: śpiew, gitara, saksofon, pianino
- Mick Ronson: gitara, śpiew, melotron
- Trevor Bolder: gitara basowa, trąbka
- Woody Woodmansey: bębny
- Rick Wakeman: pianino